# 14e corps d'armée (Allemagne)
Pour les articles homonymes, voir 14e corps d'armée.
Le XIVe corps d'armée (motorisé) (allemand : XIV. Armeekorps (motorisiert)) est un corps d'armée de l'armée de terre allemande pendant la Seconde Guerre mondiale.
Créé en avril 1938, il participe aux campagnes de Pologne en 1939, de l'Ouest en 1940, puis à celle des Balkans au printemps 1941 avant dans le cadre l'invasion de l'URSS de prendre part à l'offensive en Ukraine puis vers le Caucase, qui se termine par un repli dans la région du Mious. En juin 1942 il prend le nom de groupement von Wietersheim (allemand : Gruppe von Wietersheim) avant d'être transformé en 14e corps de blindés le même mois.

## Historique
Le XIV. Armeekorps (motorisiert) est formé le 1er avril 1938 à Magdebourg dans le Wehrkreis XI.
Dans le plan d'offensive à l'ouest, le 14e corps d'armée, avec deux divisions d'infanterie motorisées (13e et 29e), fait partie de la Panzergruppe von Kleist, placé en troisième échelon (après le 19e et le 41e corps d'armée) il avance initialement 330 kilomètres derrière les unités en premières lignes attaquant à travers l'Ardenne et qu'il doit soutenir, s'occupant de tenir le terrain en attendant la relève par l'infanterie des 12e et 16e armées,.
En juin 1942, il prend le nom de Gruppe von Wietersheim.
Il est renommé XIV. Panzerkorps le 21 juin 1942.

## Organisation
| Début                     | Fin          | Grade                  | Kommandierende Generale      |
| ------------------------- | ------------ | ---------------------- | ---------------------------- |
| 1er avril 1938            | 21 juin 1942 | General der Infanterie | Gustav Anton von Wietersheim |
| Renommé XIV. Panzer-Korps |              |                        |                              |

| Début                     | Fin           | Grade               | Chef des Generalstabes         |
| ------------------------- | ------------- | ------------------- | ------------------------------ |
| 1er avril 1938            | Octobre 1939  | Generalmajor i.G.   | Friedrich-Wilhelm von Chappuis |
| 3 octobre 1939            | 21 juin 1941  | Oberst i.G.         | Eduard Metz                    |
| 21 juin 1941              | 1er mars 1942 | Oberstleutnant i.G. | Friedrich Blümke               |
| 1er mars 1942             | 21 juin 1942  | Oberst i.G.         | Eberhard Thunert               |
| Renommé XIV. Panzer-Korps |               |                     |                                |

| Début                     | Fin               | Grade               | 1. Generalstabsoffizier (Ia) |
| ------------------------- | ----------------- | ------------------- | ---------------------------- |
| 10 novembre 1938          | 20 septembre 1940 | Oberstleutnant i.G. | Hans-Georg Hildebrandt       |
| 1er octobre 1940          | 1er mars 1942     | Oberstleutnant i.G. | Eberhard Thunert             |
| 1er mars 1942             | 21 juin 1942      | Major i.G.          | Hermann Richard Schmoll      |
| Renommé XIV. Panzer-Korps |                   |                     |                              |

## Théâtres d'opérations
- Pologne : septembre 1939 - mai 1940
- France : mai 1940 - avril 1941
- Balkans : avril 1941 - juin 1941
- Front de l'Est secteur sud : juin 1941 - juin 1942

## Ordre de batailles

### Rattachement d'Armées
| Date      | Armée            | Groupe d'armées     |
| --------- | ---------------- | ------------------- |
| 1939      |                  |                     |
| Septembre | 10e armée        | Groupe d'armées Sud |
| Décembre  | 16e armée        | Groupe d'armées A   |
| 1940      |                  |                     |
| Janvier   | z. Vfg.          | OKH                 |
| Mai       | 12e armée        | Groupe d'armées A   |
| Juin      | 4e armée         | Groupe d'armées B   |
| Juillet   | 2e armée         | Groupe d'armées C   |
| Octobre   | 12e armée        | Groupe d'armées B   |
| 1941      |                  |                     |
| Janvier   | 12e armée        | OKH                 |
| Avril     | Panzergruppe 1   | OKH                 |
| Mai       | 2e armée         | OKH                 |
| Juin      | Panzergruppe 1   | Groupe d'armées Sud |
| 1942      |                  |                     |
| Janvier   | 1re armée blindé | Groupe d'armées Sud |
| Juin      | z. Vfg.          | Groupe d'armées Sud |

### Unités subordonnées

#### Unités organiques
- Arko 414
- Korps-Nachrichten-Abteilung 60
- Korps-Nachschubtruppen 414

#### Unités rattachées
1er septembre 1939
- 13. Infanterie-Division (mot.)
- 29. Infanterie-Division (mot.)

8 juin 1940
- 9. Panzer-Division
- 10. Panzer-Division
- 9. Infanterie-Division
- 13. Infanterie-Division (mot.)
- Infanterie-Regiment Großdeutschland

27 juin 1941
- 9. Panzer-Division
- SS-Division Leibstandarte Adolf Hitler
- SS-Division Wiking

1er juillet 1941
- 9. Panzer-Division
- SS-Division Wiking

7 août 1941
- 9. Panzer-Division
- 16. Panzer-Division
- 25. Infanterie-Division (mot.)

3 septembre 1941
- 16. Infanterie-Division (mot.)
- 25. Infanterie-Division (mot.)
- 9. Panzer-Division

12 septembre 1941
- 14. Panzer-Division
- 25. Infanterie-Division (mot.)

15 septembre 1941
- 14. Panzer-Division
- 16. Infanterie-Division (mot.)

27 septembre 1941
- 14. Panzer-Division
- 13. Panzer-Division
- SS-Division Wiking

2 janvier 1942
- 16. Panzer-Division
- 100. Leichte-Division
- SS-Division "Wiking"
- slowakische schnelle Division

16 janvier 1942
- 100. Leichte-Division
- SS-Division "Wiking"
- slowakische schnelle Division